# Automne doré (Levitan)
Pour les articles homonymes, voir Automne doré (homonymie).
Automne doré (en russe : Золотая осень) est un tableau paysager du peintre russe Isaac Levitan (1860-1900), réalisé en 1895. Il fait partie des collections de la Galerie Tretiakov (inventaire no 1490). Ses dimensions sont de 82 × 126 cm,.
Levitan commence à travailler sur cette toile à l'automne 1895 en réalisant quelques croquis. Il vit à l'époque à Ostrovno, dans la propriété des Gorki, dans le gouvernement de Tver. Il semble que le travail sur la toile ait été achevé à Moscou à la fin de cette même année. En 1896, le tableau est exposé à l'occasion de la 24e exposition des Ambulants qui se tient à Saint-Pétersbourg, puis à Moscou. La même année, le marchand et mécène Pavel Tretiakov en fait l'acquisition.
Automne doré fait partie d'une série majeure parmi les toiles de Levitan des années 1895-1897, qui comprend Mars (1895), Vent frais. La Volga (1891-1895), Printemps. Grandes Eaux (1897) et d'autres toiles. « Il s'agit d'un tableau qui frappe en capturant toute la beauté d'un contenu émotionnel, si clairement exprimé par la splendeur des couleurs et le choix majeur d'une gamme dorée ». C'est aussi un exemple caractéristique de l'influence impressionniste sur l'œuvre de l'artiste russe,.

## Histoire
Le travail sur le tableau a commencé à l'automne 1895, à une époque où Levitan vivait dans la propriété des Gorki, située à un kilomètre et demi du village d'Ostrovno, dans le gouvernement de Tver (qui fait partie aujourd'hui du district d'Oudomlia oblast de Tver). Le propriétaire du domaine Gorki était le « conseiller secret » Ivan Tourtchaninov, membre du sénat dirigeant, et assistant au sein du gouvernement de Saint-Pétersbourg. Son épouse, Anna Nikolaïevna, y résidait fréquemment avec ses filles Barbara, Sophia et Anna.
Levitan rencontre Anna Tourtchaninova durant l'été 1894, à Ostrovno, et ils ont ensemble une liaison. Cela provoque le départ de l'amie du peintre Sofia Kouvchinnikova, qui ne reviendra plus vers lui. Peu de temps après, Levitan s'installe au domaine Gorki et y vit d'août à septembre 1894. Il y retourne encore au printemps 1895, et c'est à cette époque qu'il peint le tableau Mars,. À la fin du mois de mars 1895, Levitan retourne à Moscou, puis au début du mois de mai revient chez les Gorki où il réside jusqu'à octobre. Une maison est construite spécialement pour lui, dans la propriété, qui était un atelier de deux étages situé près des rives d'un lac.
Il semble que la rivière représentée sur le tableau soit la S'eja (ru), qui coule près d'Ostrovno et se trouve à cet endroit à un demi-kilomètre seulement d'Ostrovno,. 

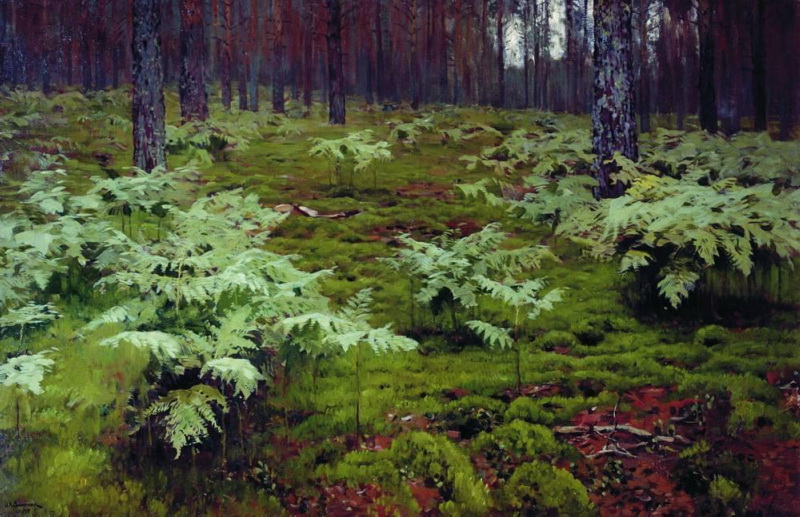
Levitan, Fougères dans les bois, 1895.

Selon le témoignage du peintre Vitold Bialynitski-Biroulia, qui a également travaillé au même endroit, ce tableau a été réalisé par Levitan à l'époque où il vivait dans la propriété Gorki. La critique d'art Faïna Maltseva croit également que le peintre a utilisé des croquis réalisés dans le domaine Gorki, et qu'ensuite, sa version finale de l'Automne doré a été terminée à Moscou. Selon Maltseva, cette impression suivant laquelle le paysage est peint sur le motif provient du fait que « Levitan possédait une mémoire visuelle exceptionnelle et la maîtrise de son inspiration ». Il semble que ce soit son travail passionné sur cette toile paysagère qui a amené Levitan à écrire sa lettre du 13 novembre 1895 dans laquelle il décline l'offre du peintre Vassili Polenov de lui rendre visite dans le domaine Polenovo (anciennement : Domaine de Borok) : « J'étais tout à fait décidé à aller chez vous, Vassili Dmitrievitch, quand soudain j'ai été retenu par mon travail passionnant ; je me suis laissé emporter, et depuis une semaine je ne m'éloigne plus de cette toile… Et puis comme j'ai commencé à travailler, les nerfs se calment et le monde me paraît moins effrayant »,.

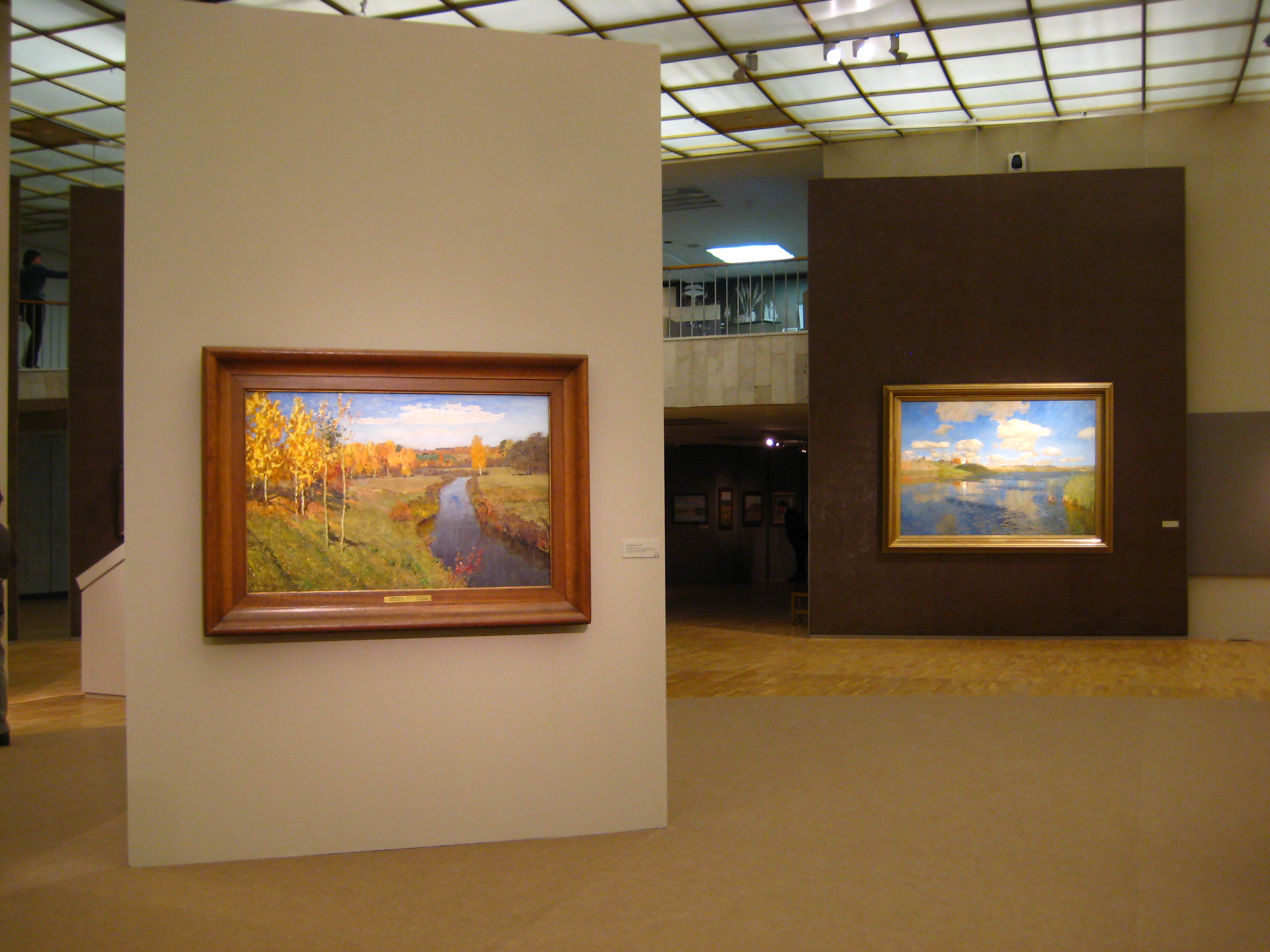
Les tableaux Automne doré et Le Lac. La Rus', lors de l'exposition de 2010 à la Galerie Tretiakov.

Ensemble avec neuf autres toiles de Levitan, parmi lesquelles Mars, Vent frais. La Volga, Crépuscule. Meules, Fougères dans le bois, Nénuphars et d'autres encore,, la toile Automne doré est exposée à la 24e exposition des Ambulants, ouverte en février 1896 à Saint-Pétersbourg et qui a déménagé en mars à Moscou. Elle a aussi été exposée lors de l'exposition de toute la Russie de Nijni Novgorod de 1896.
En mai 1896, après l'exposition des Ambulants qui se terminait à Moscou, la toile est acquise à son auteur par Pavel Tretiakov pour le prix de 700 roubles,. La transaction a été retardée dans ces circonstances : la première quittance de Levitan pour l'argent reçu est datée du 10 mai, et dans une lettre du 29 mai il écrit que « hier en revenant de voyage, j'ai rencontré Pavel Tretiakov, qui pour l'une ou l'autre raison a décidé maintenant d'acheter mon tableau Automne doré, après l'avoir vu une dizaine de fois », et le 3 juin il informe Tretiakov que : « Mon tableau Automne doré n'est pas encore vendu, c'est pourquoi je considère qu'il est pour vous. Je n'ai rien à redire à cela et je suis content que vous souhaitiez l'acquérir »,.

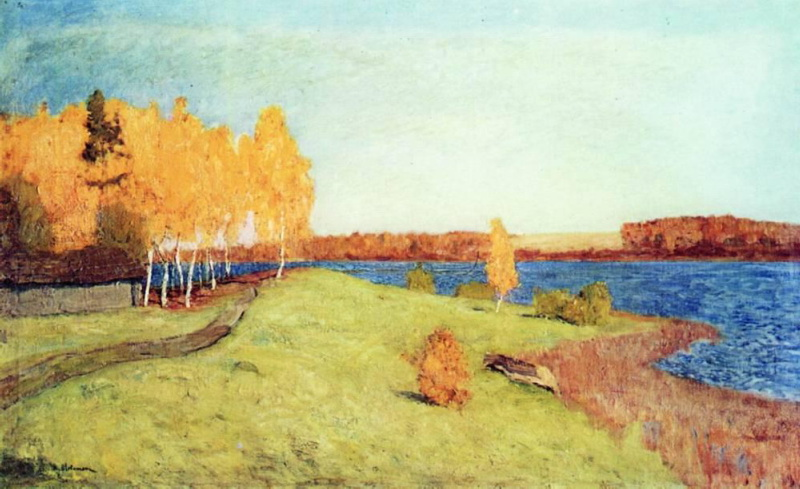
Isaac Levitan, Automne doré, 1896.

Poursuivant son voyage avec les autres peintures de la 24e exposition des Ambulants, en novembre 1896, elle arrive à Kharkiv, où elle est endommagée par la chute d'une pièce (la visière) en cuivre du calorifère qui provoque une déchirure de la toile. Cet incident est rapporté dans une lettre à Ilya Ostroukhov du 22 novembre 1896 par l'artiste et le commissaire de l'exposition Gueorgui Khrouslov : « Ce matin nous avons eu un accident à l'exposition. Les peintures avaient été toutes retirées des chevalets, certaines étaient posées à même le sol, d'autres étaient debout contre les murs. Soudain, de l'autre côté de la salle retentit un bruit, j'accours et je vois qu'une lourde pièce en cuivre du radiateur est tombée sur le tableau de Levitan Automne doré, perçant la toile de part en part. Bien que la déchirure soit petite et facile à réparer, la toile appartient à Pavel Tretiakov, et je prie donc le conseil d'administration d'aviser Kiev le plus rapidement possible, pour savoir ce que je devais faire exactement avec cette toile »,. Finalement, ces dégâts ont été si habilement réparés par le restaurateur moscovite Dmitri Artsybachev (1837-1917), qu'ils sont passés presque inaperçus.
Le tableau, acheté par Pavel Tretiakov la même année 1896, a été donné à la Galerie Tretiakov. Dans les catalogues des années 1896 et 1917, la toile figure sous la dénomination Automne.
Levitan lui-même n'était pas tout fait satisfait de sa toile, qu'il considérait un peu trop « grossière ». En 1896, il en a peint une autre, qui est moins connue et qui s'intitule également Automne doré et se trouve aussi dans la collection de la Galerie Tretiakov (huile sur carton, 52 × 84,6 cm ; inventaire no 5635),,.

## Description
Levitan aimait peindre des paysages d'automne et il a réalisé plus d'une centaine de toiles liées à cette période de l'année. Parmi celles-ci, Automne doré est devenue l'une des plus célèbres et des plus populaires de l'artiste. Elle représente une rivière entourée d'arbres recouverts de leur feuillage d'automne, jaune et rouge. Au loin, on peut apercevoir des maisons de village entourées de champs et, à l'horizon, une forêt peinte dans des tons jaunes. Et au-dessus de tout cela, le ciel bleu sur lequel flottent des nuages clairs. Les couleurs vives, majeures et optimistes de ce tableau ne sont toutefois pas caractéristiques de l'œuvre de Levitan, qui utilise généralement des tons plus doux.
Le choix de l'angle de vue permet au peintre de représenter un paysage large et multidimensionnel. Malgré une certaine asymétrie, la composition du tableau ne semble pas déséquilibrée. Sur le côté gauche, un gros plan représente un groupe d'arbres, des bouleaux au feuillage jaune vif et un tremble dont les dernières feuilles sont rougies. Ils créent une tache lumineuse et résonante qui contraste avec la rivière représentée à droite qui semble froide et sombre. La surface de la rivière ressemble également à une grande tache de couleur dont la base est bleue et qui est encadrée par les reflets brunâtres des rives.
En suivant les berges de la rivière, le regard du spectateur traverse de larges prairies qui s'étendent de chaque côté du cours d'eau, puis se dirige vers un bois représenté au loin. Sur la rive droite, un dernier bouleau jaune doré est isolé. Puis, peu à peu, la combinaison des couleurs passe à des tons plus apaisés.
Comme dans le tableau Mars, les principaux composants de la palette de couleur de Automne doré sont le jaune, le bleu et le vert. En même temps, la différence significative entre ces deux toiles réside dans le fait que dans le paysage printanier sous la neige, les tons plus froids dominent, alors que dans le paysage automnal dominent les tons chauds. La couleur verte joue un rôle mineur dans Automne doré et la charge émotionnelle de ce tableau repose sur le jaune « qui détermine la joie solennelle et la beauté calme et confiante du tableau ».
Un autre parallèle entre Mars et Automne doré provient du fait que les deux tableaux sont considérés comme des exemples montrant le plus clairement l'influence de l'impressionnisme sur l'œuvre de Levitan. En effet, dans Automne doré, l'expressivité du coup de pinceau revêt une importance qui est plus énergique et diversifiée que dans Mars. En particulier l'empâtement (en italien : impasto) des coups de pinceaux apparaît sur les feuillages des bouleaux où, par endroit, la peinture est appliquée avec une couche si épaisse qu'elle donne une impression de relief prononcé.

## Critiques

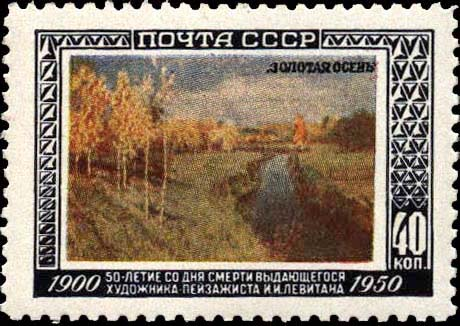
Tableau Automne doré sur un timbre-poste d'URSS de 1950.

L'historien d'art Alekseï Fiodorov-Davydov écrit que Automne doré « impressionne et attire par la plénitude et la beauté de son contenu émotionnel, qui s'exprime si bien dans la splendeur de ses couleurs dorées ». Selon lui, avant ce tableau, aucun des représentants de la peinture de paysage russe (y compris Levitan lui-même) « n'avait donné une image à la fois aussi solennelle et épanouie de l'automne pareille à celle du poème Automne (poème) d'Alexandre Pouchkine »,. En comparant Automne doré et le tableau réalisé au printemps de la même année Mars (Levitan), le critique d'art Dmitri Sarabianov note que l'Automne doré « a été inspiré par une palette de couleurs inhabituelle, qui provoque un effet frappant et dans lequel le rôle principal est joué par le contraste de l'or et du bleu ». Il remarque aussi l'équilibre naturel de la composition de la toile qui « se déploie à la fois vers le spectateur et en largeur ».
Selon la critique d'art Faïna Maltseva, ce tableau crée une image « au contenu profond et multiforme, qui se révèle à mesure qu'on le regarde et qu'une empathie lyrique est atteinte avec lui ». Le but de l'artiste n'est pas tant de montrer des couleurs automnales attirantes, mais aussi « derrière cette forme élégante et quelque peu décorative une image d'une grande plénitude et remplie de poésie ».